# Sołuki
Sołuki (ukr. Солуки) – wieś na Ukrainie, w rejonie jaworowskim obwodu lwowskiego.

## Historia
Dawniej przysiółek wsi Karaczynów w powiecie gródeckim.